# Естественный язык
Есте́ственный язы́к — в лингвистике и философии языка язык, используемый для общения людей (в отличие от формальных языков и других типов знаковых систем, также называемых языками в семиотике) и не созданный целенаправленно (в отличие от искусственных языков).
Словарь и грамматические правила естественного языка определяются практикой применения и не всегда бывают формально зафиксированы.

## Функции естественного языка
Основная функция языка — конструирование суждений, возможность определения смысла деятельных реакций, организации понятий, которые представляют собой некоторые симметрические формы, организующие пространство отношений «коммуникаторов»:
- констатирующая (для нейтрального сообщения о факте),
- вопросительная (для запроса о факте),
- апеллятивная (для побуждения к действию),
- экспрессивная (для выражения настроения и эмоций говорящего),
- контактоустанавливающая (для создания и поддержания контакта между собеседниками);
- метаязыковая (для толкования языковых фактов);
- эстетическая (для эстетического воздействия);
- функция индикатора принадлежности к определённой группе людей (нации, народности, профессии);
- информационная;
- познавательная;
- эмоциональная.

## Естественный язык как система знаков
В настоящее время системность считается важнейшей характеристикой языка. Семиотическая сущность естественного языка состоит в установлении соответствия между универсумом значений и универсумом звучаний.
По основанию природы плана выражения в своей устной форме человеческий язык относится к слуховым знаковым системам, а в письменной — к зрительным.
По типу генезиса естественный язык относят к культурным системам, таким образом он противопоставляется как природным, так и искусственным знаковым системам. Для человеческого языка как знаковой системы характерно сочетание черт как естественных, так и искусственных знаковых систем.
Система естественного языка относится к многоуровневым системам, так как состоит из качественно разных элементов — фонем, морфем, слов, предложений, отношения между которыми сложны и многогранны.
Что касается структурной сложности естественного языка, то язык называют самой сложной из знаковых систем.
По структурному основанию различают также детерминированные и вероятностные семиотические системы. Естественный язык принадлежит к вероятностным системам, в которых порядок следования элементов не является жёстким, а носит вероятностный характер.
Семиотические системы разделяют также на динамические, подвижные и статические, неподвижные. Элементы динамических систем меняют своё положение по отношению друг к другу, тогда как состояние элементов в статических системах неподвижно, устойчиво. Естественный язык относят к динамическим системам, хотя в нём присутствует и статические признаки.
Ещё одной структурной характеристикой знаковых систем является их полнота. Полную систему можно определить как систему со знаками, представляющими все теоретически возможные комбинации определённой длины из элементов заданного множества. Соответственно, неполную систему можно охарактеризовать как обладающую определённой степенью избыточности систему, в которой для выражения знаков используются не все из возможных комбинаций заданных элементов. Естественный язык является неполной системой, обладающей высокой степенью избыточности.
Различия между системами знаков в их способности меняться делают возможным их классификацию на открытые и закрытые системы. Открытые системы в процессе своего функционирования могут включать в себя новые знаки и характеризуются более высокой адаптивностью по сравнению с закрытыми системами, не способными к изменению. Способность изменяться присуща и человеческому языку.
Согласно В. В. Налимову, естественный язык занимает срединное положение между «мягкими» и «жёсткими» системами. К мягким системам относятся неоднозначно кодирующие и неоднозначно интерпретируемые знаковые системы, например, язык музыки, к жёстким — язык научных символов.
По мнению американского психолога Стивена Пинкера язык является инстинктом, присущим виду homo sapiens (см. также Язык как инстинкт).

## Свойства естественного языка
К свойствам естественного языка относят следующие:
- неограниченная семантическая мощность — принципиальная безграничность ноэтического поля языка, способность к передаче информации относительно любой области наблюдаемых или воображаемых фактов;
- эволютивность — неограниченная способность к бесконечному развитию и модификациям;
- манифестируемость в речи — проявление языка в виде речи, понимаемой как конкретное говорение, протекающее во времени и облечённое в звуковую или письменную форму;
- этничность — неотъемлемая и двусторонняя связь языка с этносом.

Существенным свойством языка является его двойственность, находящая своё выражение в существовании следующих языковых антиномий:
- антиномия объективного и субъективного в языке;
- антиномия языка как деятельности и как продукта деятельности;
- антиномия устойчивости и изменчивости в языке;
- антиномия идеального и материального характера языка;
- антиномия онтологического и гносеологического характера языка;
- антиномия континуального и дискретного характера языка;
- антиномия языка как явления природы и артефакта;
- антиномия индивидуального и коллективного в языке.